# Valter Nordgren
John Valter Voldemar Nordgren, född 29 oktober 1899 i Viborg, död 26 maj 1968 i Helsingfors, var en finländsk officer. 
Nordgren var under finska inbördeskriget 1918 med bland de trupper som intog Helsingfors, genomgick Kadettskolans första kurs och Krigshögskolan 1931–1933. I vinterkriget var han chef för Högkvarterets taktiska avdelning, i fortsättningskriget förde han befäl över Infanteriregemente 4 (JR 4) på Karelska näset, Aunusnäset och vid Svir 1941–1943, var stabchef vid VI armékåren 1943–1944 och förde befälet över Pansardivisionens jägarbrigad i Lapplandskriget. 
Nordgren tilldelades som överstelöjtnant Mannerheimkorset den 15 maj 1942 för sina insatser på Karelska näset och vid erövringen av Maaselkänäset med Karhumäki. Han blev överste 1944, avgick ur aktiv tjänst 1946 och övergick till affärslivet.